# Interactive Ruby Shell
Interactive Ruby Shell (IRB) ist ein Kommandozeileninterpreter (REPL) für die Programmiersprache Ruby.
Das Programm wird von der Kommandozeile gestartet und ermöglicht die Ausführung von Ruby-Kommandos, wobei das Ergebnis unmittelbar zurückgegeben wird. Dadurch kann man in Echtzeit mit Ruby experimentieren oder ad hoc kleinere Berechnungen mit Ruby durchführen, wie mit einem Taschenrechner. IRB kennt die zuletzt eingegebenen Kommandos, die durch Verwendung der Pfeiltasten zurückgeholt und gegebenenfalls editiert werden können, um das Absetzen ähnlicher Kommandos und Wiederholungen zu vereinfachen. Auf POSIX-Systemen (Linux, Unix) hat man Zugriff auf die Job-Kontrolle, kann wie ein Shellskript direkt über das Internet kommunizieren und mit Servern interagieren.
Die Software wurde von Keiju Ishitsuka entwickelt und gehört in der Regel zum Lieferumfang von Ruby dazu.
Verwendung:
```
irb [ Optionen ] [ 
Programmdatei
 ] [ 
Argument1...
 ]
```

## Beispiel
```
irb(main):001:0> 
n
 
=
 
5

=> 5

irb(main):002:0> 
def
 
fact
(
n
)

irb(main):003:1> 
  
if
 
n
 
<=
 
1

irb(main):004:2> 
    
1

irb(main):005:2> 
  
else

irb(main):006:2* 
    
n
 
*
 
fact
(
n
 
-
 
1
)

irb(main):007:2> 
  
end

irb(main):008:1> 
end

=> nil

irb(main):009:0> 
fact
(
n
)

=> 120

```